# Davide Gualtieri
Davide Gualtieri (San Marino, 27 april 1971) is een voormalig voetballer uit San Marino.
Hij werd beroemd door de op een na snelste goal uit de geschiedenis van het WK voetbal. Het doelpunt werd gemaakt op 17 november 1993 tijdens de kwalificatiewedstrijd van San Marino tegen Engeland, gespeeld in Bologna, Italië. Hij scoorde de goal na slechts 8,3 seconden, na een mislukte terugspeelbal van de Engelse verdediger Stuart Pearce. Ondanks deze goal won Engeland de wedstrijd met afgetekende cijfers: 7-1. Het record werd pas 23 jaar later gebroken, toen Christian Benteke op 10 oktober 2016 na 8,1 seconden scoorde voor België tegen Gibraltar.